# Owen Tudor
Owain ap Meredydd, vagy Meredudd (Owen ap Meredith ap Tewdwr, vagy Owain Tudur (walesiül) vagy angolul: Owen Tudor, az angol történelemben angolosított néven Owen Tudor)(kb. 1385 - 1461. február 2.) walesi katona és udvaronc, a Tudor-ház "ősapja" volt. VI. Henrik angol király mostohaapja. Felesége V. Henrik özvegye, Valois Katalin volt.

## Élete
V. Henrik halála, 1422. augusztus 31. után feleségül vette az uralkodó özvegyét, a francia származású hercegnőt, Valois Katalint.
Owen Tudor már idős volt, amikor elkezdődött a rózsák háborúja. Ő volt a Lancaster-ház kapitánya a Mortimer's Cross-i csatában. Az ütközetben York-házi ellenfele, Eduárd, a későbbi király győzött. Owen Tudort a csata után lefejezték. Gregory Krónikája szerint ezek voltak az utolsó szavai a vérpadon: "Ez a fő, mely a királyné ölében szokott feküdni, fog most a tőkén heverni."